# شوتا إيواتا
شوتا إيواتا (باليابانية: 岩田 正太) (مواليد 17 يونيو 1988)، هو لاعب كرة قدم ياباني سابق كان يلعب كمهاجم.

## وصلات خارجية
- شوتا إيواتا على موقع رابطة كرة القدم اليابانية للمحترفين (اليابانية)